# Révhegyi Ferencné
Révhegyi Ferencné (Fritsch Olga/Révhegyi Olga) (Beszterce, 1892. május 17. – Budapest, 1987. július 25.) főiskolai tanár.

## Életpályája
Zenei tanulmányait Helge Lindbergnél Párizsban, Hans Swarowskynál Bécsben és Anthes Györgynél végezte el. 1949-től a Zeneművészeti Főiskola énektanára volt.
Több nemzetközi énekverseny zsűritagja volt. Pedagógiai tevékenységét nyugdíja után is, haláláig folytatta. Több generáció énekművészei kerültek ki hazai és nemzetközi pódiumokra tanítványai közül, többek között: Ágai Karola, Andor Éva, Andrejcsik István, Bándi János, Bátor Tamás, Bartha Alfonz, Bede Fazekas Csaba, Bende Zsolt, Ötvös Csilla, Ötvös Csaba, Kováts Kolos, Melis György, Sass Sylvia, Polgár László, Rozsos István és Szűcs Márta.
Sírja a Farkasréti temetőben található (22/1-1-27).

## Díjai
- Magyar Népköztársaság Csillagrendje (1986)[11]